# Удар (боевые искусства)

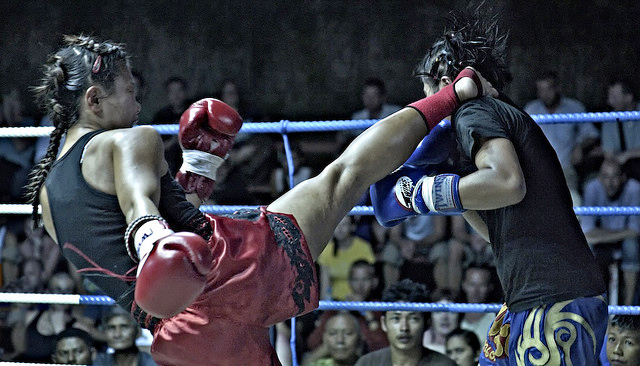
Муай тай. Удар ногой.

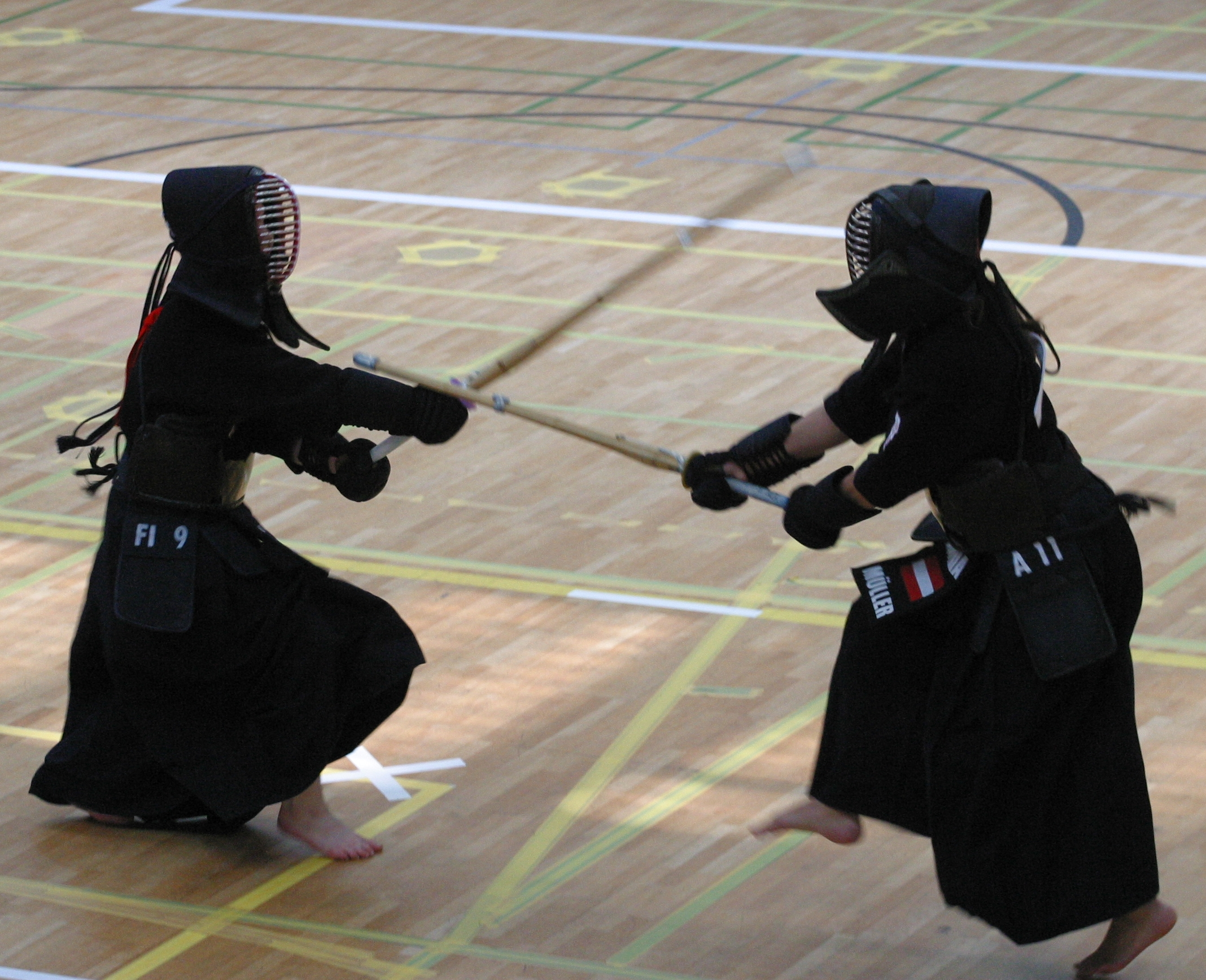
Кэндо. Удар синаем.

Удар — в боевых искусствах это импульсное направленное движение; действие, заключающееся в поражении объекта или субъекта с целью изменения его физического состояния. Удар — это комплексное понятие, включающее в себя совокупность наступательных действий ударного характера, которые человек способен выполнять конечностью тела, корпусом или головой. Также удар может быть нанесен оружием (холодным или огнестрельным), предметом хозяйственного предназначения или любым случайным предметом, по размерам пригодным для использования в наступлении и обороне в рукопашному бою. Меткий удар может нанести противнику ощутимый вред, травмировать, отправить противника в нокдаун или привести к нокауту.
Удары, которые человек может наносить, используя собственное тело, условно подразделяются на:
- удары руками.
- удары ногами.
- удары корпусом.
- удары головой.

Удар, выполненный в ответ, на опережение или навстречу называется контрударом.
Средства и способы выполнения ударов определяются традициями конкретного боевого искусства. Ударная техника является предметом изучения в таких боевых искусствах как бокс, кикбоксинг, тайский бокс, Ушу, каратэ, тхэквондо и тому подобное.

## Интересные факты
- Человеку, который начинает изучение ударной техники часто приходится преодолевать рефлекторное закрытие глаз и задержки дыхания при выполнении удара (см. ориентировочный рефлекс), поскольку это мешает оцениванию параметров цели и снижает эффективность удара.
- Масса удара рукой у профессионального бойца единоборств в зависимости от собственного веса колеблется в пределах 200—1000 кг; масса удара ногой достигает 400—2000 кг.
- Индейцам Месоамерики был неизвестен удар кулаком; это умение было принесено на континент представителями белой расы.